# Казановський Віктор Іванович
Віктор Іванович Казановський (18?? — 21 березня 1919, Київ) — український біолог, фітопатолог мікології, альголог.

## Життєпис
Після закінчення Київського університету Святого Володимира, залишився в університеті приват-доцентом, де читав курс систематики спор рослин.
Згодом став викладачем Київських вищих жіночих курсів, де завідував мікологічним відділом Київської станції по боротьбі із шкідниками рослин Київського товариства заохочення землеробства і сільської промисловості; завідувачем Дніпровської біологічної станції (нині Інститут гідробіології НАН України, Київ, 1912—1919).
Член аграрного відділу Київської губернської земської управи. Був членом Київського товариства шанувальників природи.
На початку 1910-х входив до київської масонської ложі «Зоря».

## Наукова діяльність
Вивчав систематику і цитологію водоростей (рід Spirogyra, описав 2 нових види) і грибів (розвиток Aphanomyces laevis De Bary), морфологію і цитологію Saprolegniaceae, гриби, зокрема, паразити, Подільської і Київської губерній.

## Автор наукових праць
- Значение изучения грибных болезней для сельского хозяйства // Хозяйство. 1911. № 24;
- О вредных для сельского хозяйства грибках, портящих картофель, капусту и хлебные растения с указанием как бороться с ними. К., 1912;
- Материалы к флоре водорослей окрестности Киева. I. Род Spirogyra // Труды Днепров. биол. станции Киев. общества любителей природы. К., 1914. Т. 1 (в соавт.);
- Развитие грибных болезней сельскохозяйственных растений весною 1915 г. // Хозяйство. 1915. № 10.